# Spiritus Animalis, или Как человеческая психология управляет экономикой и почему это важно для мирового капитализма
Spiritus Animalis, или Как человеческая психология управляет экономикой (англ. Animal Spirits: How Human Psychology Drives the Economy, and Why It Matters for Global Capitalism) — книга, написанная для содействия пониманию роли влияния эмоций на принятие экономических решений. По словам авторов, экономисты склонны преуменьшать важность эмоциональных факторов, поскольку эффекты эмоций трудно моделировать и количественно оценить. В книге утверждается, что на множество вопросов, которые в прочих случаях озадачивают, можно ответить, если учесть влияние, которое эмоциональные влечения или «жизненная энергия» оказывают на экономические факторы.
Акерлоф и Шиллер начали писать книгу в 2003 году. Завершая работу после финансового кризиса 2007—2008 годов, авторы поставили перед собой дополнительную цель — способствовать гораздо более агрессивному вмешательству правительства США для смягчения кризиса, чем это было по состоянию на февраль 2009 года. Они неоднократно подчёркивают необходимость решительных действий, направленных на восстановление кредитных потоков, и что общий стимул со стороны государства должен быть намного больше, в противном случае дело обстоит именно так из-за очень низкого уровня уверенности в краткосрочных и среднесрочных экономических перспективах.

## Обзор
В предисловии вспоминается использование Кейнсом фразы «animal spirits», которую он использовал для описания психологических сил, которые частично объясняют, почему экономика не ведёт себя так, как предсказывает классическая экономическая теория — система мышления, которая предполагает, что экономические субъекты будут вести себя как бесстрастные рациональные существа. Авторы утверждают, что кейнсианская революция была выхолощена, поскольку кейнсианцы постепенно принижали важность «animal spirits», чтобы приспособиться к взглядам экономистов, предпочитавших более простую классическую или неоклассическую систему.
В предисловии описывается, как идеи Кейнса предполагают, что экономика будет лучше всего функционировать при умеренно высоком уровне государственного вмешательства, который они сравнивают со счастливым домом, где дети процветают с родителями, которые не являются слишком авторитарными (как в марксистской экономике) и не слишком снисходительными (как в неолиберальной экономике). Авторы заявляют, что недавние исследования теперь подтверждают концепцию animal spirits гораздо более убедительно, чем это было возможно у Кейнса, и выражают надежду, что коллеги-экономисты смогут убедиться в этом, тем самым уменьшив междоусобные споры, которые мешают их дисциплине обеспечивать чёткую поддержку политикам для агрессивных действий, необходимых для преодоления экономического кризиса 2008–2009 годов.

### Часть 1
Здесь рассматриваются пять ключевых animal spirits, каждому из которых отведена своя глава.
В главе 1 авторы обсуждают уверенность, которая, по их словам, является самым важным animal spirits, о котором нужно знать, если кто-то хочет понять экономику.
Глава 2 посвящена стремлению к справедливости, эмоциональному побуждению, которое может побудить людей принимать решения, не отвечающие их экономическим интересам.
В главе 3 обсуждается коррупция и недобросовестность, а также то, как растущая осведомлённость об этой практике может способствовать рецессии в дополнение к прямому ущербу, который они наносят сами по себе.
В главе 4 представлены доказательства того, что, в отличие от монетаристской теории, многие люди хотя бы частично находятся в денежной иллюзии, склонности людей игнорировать влияние инфляции. Рабочие, например, откажутся от повышения заработной платы даже при росте цен, если они знают, что их фирма сталкивается с трудными условиями, но они гораздо менее готовы согласиться на сокращение заработной платы, даже когда цены падают.
Глава 5 посвящена важности историй для определения поведения. Например, неоднократно рассказываемая история о том, что цены на жильё всегда будут расти, что побудило многих людей инвестировать в жильё после спада доткомов 2000 года.

### Часть 2
Здесь авторы обсуждают восемь важных вопросов об экономике, на которые, как они утверждают, можно удовлетворительно ответить только с помощью теории, учитывающей animal spirits. Каждому вопросу посвящена отдельная глава.
Глава 6 о том, почему случаются рецессии. Авторы утверждают, что деловой цикл можно объяснить ростом уверенности в подъёме, что в конечном итоге заставляет инвесторов принимать поспешные решения и, в конечном итоге, поощряет коррупцию, пока в итоге не появится паника и уверенность не испарится, что приведёт к рецессии. Обсуждаются петли обратной связи между animal spirits и доступными реальными доходами, которые помогают объяснить интенсивность как восходящих, так и нисходящих колебаний цикла.
В главе 7 обсуждается, почему animal spirits делают центральные банки необходимостью, и есть постскриптум о том, как они могут вмешаться, чтобы помочь с текущими кризисами.
В главе 8 рассматриваются причины безработицы, которые, по мнению авторов, частично связаны с animal spirits, таким как забота о справедливости и денежная иллюзия.
Глава 9 о том, почему существует компромисс между безработицей и инфляцией. Авторы показывают, как воздействие animal spirits опровергает монетаристскую теорию о том, что существует естественный уровень занятости, который нежелательно превышать.
Глава 10 посвящена тому, почему люди не принимают во внимание будущее рационально, принимая решения о сбережениях.
В главе 11 даётся объяснение того, почему цены на активы и инвестиционные потоки столь непостоянны.
В главе 12 обсуждается, почему рынки недвижимости проходят циклы, причём периоды быстрого роста цен чередуются с падениями.
В главе 13 предполагается, что animal spirits могут использоваться для объяснения стойкости бедности среди этнических меньшинств, описывая, как меньшинства рабочего класса рассказывают разные истории о том, как устроен мир и своё место в нём, по сравнению с белыми людьми из рабочего класса. Авторы утверждают, что воздействие animal spirits является веским аргументом в пользу позитивной дискриминации.
Глава 14 представляет собой заключение, в котором авторы заявляют, что совокупные доказательства, которые они представили в предыдущих главах, в подавляющем большинстве случаев показывают, что неоклассический взгляд на экономику, который допускает незначительную или нулевую роль animal spirits, ненадёжен. Они заявляют, что эффективный ответ на текущий экономический кризис должен учитывать воздействие animal spirits.

## Реакция критики
Рецензируя книгу для Financial Times, Клайв Крук пишет: «Это прекрасная книга в нужное время… Animal Spirits легко несёт свои амбиции, но, тем не менее, амбициозна. Экономисты будут рассматривать это как своего рода манифест». Эндрю Розенблюм из The New York Observer говорит: «Animal Spirits наиболее убедительны, когда авторы привлекают все ключевые поведенческие модели для объяснения обширных и сложных явлений, таких как Великая депрессия… Animal Spirits… нацелена непосредственно на широкого читателя, и это правильно: макроэкономика теперь является делом каждого — банки играют с нашими деньгами».
Исключением из множества восторженных рецензий на книгу стала пространная критика, опубликованная в The New Republic судьёй Ричардом Познером. Авторы ответили на критику Познера в статье, опубликованной несколькими неделями позже в том же периодическом издании. И в тот же день и в том же периодическом издании Познер ответил на ответ авторов.
Animal Spirits вошла в шорт-лист премии Financial Times и Goldman Sachs Business Book of the Year 2009 года.